# Parapagurus planimanus
Parapagurus planimanus är en kräftdjursart som beskrevs av de Saint Laurent 1972. Parapagurus planimanus ingår i släktet Parapagurus och familjen Parapaguridae. Inga underarter finns listade i Catalogue of Life.